# Scholes, Holme Valley
Scholes är en ort nära Holmfirth, i civil parish Holme Valley, i distriktet Kirklees, i grevskapet West Yorkshire, i England. Orten grundades troligen av norrmän under 900-talet. Det har funnits viss industri på platsen sedan 1200-talet, till en början ullindustri. Delar av den brittiska TV-serien Last of the Summer Wine spelas in på orten. Orten har 2 353 invånare (2018). Scholes var en civil parish 1894–1938 när blev den en del av Holmfirth och Dunford. Civil parish hade 1 571 invånare år 1931.